# Mario Aldo Montano
Mario Aldo Montano (Livorno, 1 de mayo de 1948) es un deportista italiano que compitió en esgrima, especialista en la modalidad de sable.
Participó en tres Juegos Olímpicos de Verano entre los años 1972 y 1980, obteniendo en total tres medallas: oro en Múnich 1972, plata en Montreal 1976 y plata en Moscú 1980. Ganó siete medallas en el Campeonato Mundial de Esgrima entre los años 1971 y 1979.

## Palmarés internacional
| Juegos Olímpicos   | Juegos Olímpicos      | Juegos Olímpicos  | Juegos Olímpicos  |
| Año                | Lugar                 | Medalla           | Prueba            |
| ------------------ | --------------------- | ----------------- | ----------------- |
| 1972               | Múnich (RFA)          | Medalla de oro    | Sable por equipos |
| 1976               | Montreal (Canadá)     | Medalla de plata  | Sable por equipos |
| 1980               | Moscú (URSS)          | Medalla de plata  | Sable por equipos |
| Campeonato Mundial |                       |                   |                   |
| Año                | Lugar                 | Medalla           | Prueba            |
| 1971               | Viena (Austria)       | Medalla de bronce | Sable por equipos |
| 1973               | Gotemburgo (Suecia)   | Medalla de oro    | Sable individual  |
| 1973               | Gotemburgo (Suecia)   | Medalla de bronce | Sable por equipos |
| 1974               | Grenoble (Francia)    | Medalla de oro    | Sable individual  |
| 1974               | Grenoble (Francia)    | Medalla de bronce | Sable por equipos |
| 1978               | Hamburgo (RFA)        | Medalla de bronce | Sable por equipos |
| 1979               | Melbourne (Australia) | Medalla de plata  | Sable por equipos |